# Madeirastormvogeltje

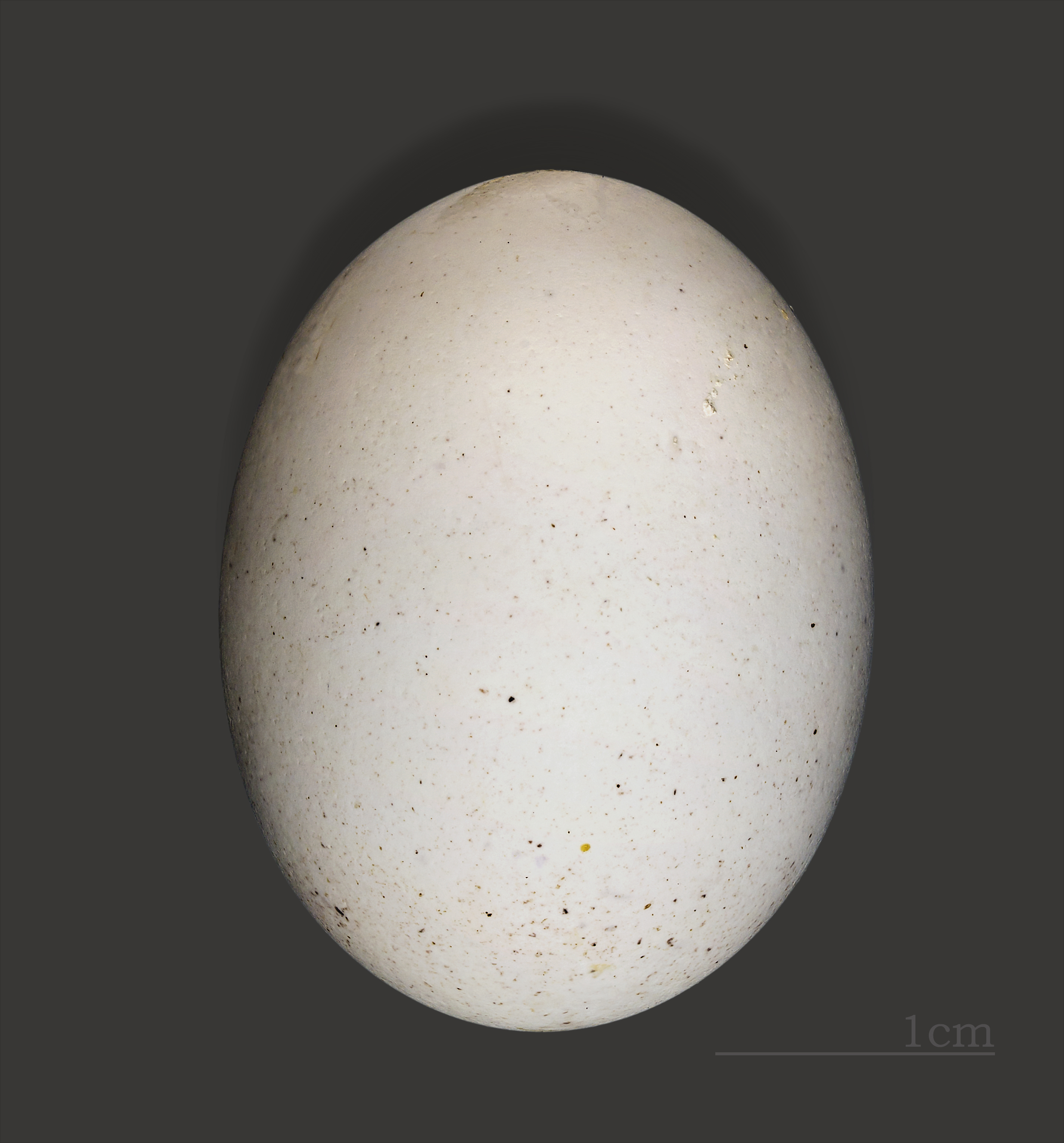
Madeirastormvogeltje

Het madeirastormvogeltje (Hydrobates castro synoniem: Oceanodroma castro) is een vogel uit de familie der Hydrobatidae (noordelijke stormvogeltjes).

## Kenmerken
Het madeirastormvogeltje lijkt sterk op het vaal stormvogeltje. Hij is daarvan te onderscheiden door de iets kortere en bredere vleugels, een minder opvallende band op de bovenvleugel, een meer opvallende witte stuit en een minder diep gevorkte staart. De poten zijn zwart.
Het beste veldkenmerk is de meer pijlstormvogelachtige vlucht met kenmerkende horizontale, niet verticale, zigzags. Deze manier van vliegen houdt het midden tussen het grillige vliegen van het vaal stormvogeltje en de vleermuisachtige vlucht van het stormvogeltje (Hydrobates pelagicus). Hij volgt geen schepen.

## Verspreiding en leefgebied
Deze wijdverspreide soort broedt op vele eilanden in de Atlantische en de Grote Oceaan. In de Atlantische oceaan o.a. op Madeira, de Azoren, de Canarische eilanden en Kaapverdië en in de Grote Oceaan o.a. op de Galapagoseilanden en Hawaii.

## Status
De grootte van de populatie is in 2004 geschat op 150 duizend volwassen vogels. Op de Rode lijst van de IUCN heeft deze soort de status niet bedreigd.